# Novecento (Casa del vento)
Novecento è il secondo album della Casa del vento, il primo non autoprodotto e che vede la partecipazione in veste di produttore e cantante di Stefano "Cisco" Bellotti, allora cantante dei Modena City Ramblers.
Il titolo è un omaggio all'omonimo film di Bertolucci, alla fine del disco ne viene citato anche un pezzetto: Non pensate che sia un'utopia, abbiamo vinto; il padrone è morto! No, il padrone è vivo!

## Tracce
1. A las barricadas[2] - 4:35 (liberamente ispirata ad una canzone anarchica della guerra di Spagna)
2. Io no - 2:32
3. Inishmore - 4:26
4. Novecento - 3:48
5. Notte di San Severo - 3:52
6. Carne da cannone - 4:19
7. Pioggia nera - 4:13
8. Partendo da Est - 3:23
9. Circus La Pauvreté - 3:50
10. Falena - 4:13
11. Brucia la città - 4:00
12. Tra cielo e terra - 4:31
13. Il fiume - 4:36

## Musicisti
- Stefano "Cisco" Bellotti - voce e produzione artistica
- Luca Lanzi - voce, cori e chitarre acustiche
- Sauro Lanzi - fisarmonica, trombone, tin whistle, darabouka
- Massimiliano Gregorio - basso
- Fabrizio Morganti - batteria
- Patrick Wright – violino, viola, mandolino

### Ospiti
- Francesco Moneti - chitarra elettrica in A las barricadas e Io no
- Franco D'Aniello - thin whistle in Tra cielo e terra e Carne da cannone
- Arcangelo Cavazzuti - percussioni, campionamenti, banjo, voci e cori
- Roberto Zeno - congas in Partendo da Est, bidoni in 900
- Massimo Giuntini - uilleann pipes in Pioggia nera e Inishmore; clarino in 900; low whistle in A las barricadas, Inishmore e La notte di San Severo
- Luciano Gaetani
- Massimo Ghiacci
- Finaz - chitarra in Circus la pauvretè, Novecento, Partendo da Est
- Banda Osiris - fiati in Novecento
- Gian Luigi Carlone - sax in Partendo da Est
- Walter Rizzo - ghironda in Carne da cannone
- Bonini Christian - chitarra flamenco in Partendo da Est